# Agent X
Agent X – amerykański serial (dramat polityczny) wyprodukowany przez TNT Originals oraz Beacon Pictures.
Premierowy odcinek zostanie wyemitowany 8 listopada 2015 roku przez TNT. Twórcą serialu jest W. Blake Herron

15 grudnia 2015 roku, stacja TNT ogłosiła anulowanie serial

## Fabuła
Serial opowiada o pracy Johna Case, który jest tajnym agentem służącym wiceprezydentowi, Natalie Maccabee. O jego istnieniu nie wie opinia publiczna, dzięki czemu może działać brutalnie bez żadnych ograniczeń.

## Obsada

### Główna
- Jeff Hephner  jako Agent X, John Case
- Sharon Stone  jako Natalie Maccabee, wiceprezydent USA[3]
- John Shea  jako prezydent  Thomas Eckhart
- Gerald McRaney  jako Malcolm Millar
- Mike Colter  jako Miles Latham

## Odcinki
| Sezon | Sezon | Odcinki | Oryginalna emisja | Oryginalna emisja | Oryginalna emisja | Oryginalna emisja | Oryginalna emisja |
| Sezon | Sezon | Odcinki | Premiera sezonu   | Finał sezonu      | Premiera sezonu   | Finał sezonu      |                   |
| ----- | ----- | ------- | ----------------- | ----------------- | ----------------- | ----------------- | ----------------- |
|       | 1     | 10      | 8 listopada 2015  | 27 grudnia 2015   | brak danych       | brak danych       |                   |

### Sezon 1 (2015)
| #  | Tytuł                         | Reżyseria      | Scenariusz                                         | Premiera          | Premiera |
| -- | ----------------------------- | -------------- | -------------------------------------------------- | ----------------- | -------- |
| 1  | Pilot                         | Peter O'Fallon | William Blake Herron                               | 8 listopada 2015  |          |
| 2  | The Enemy of My Enemy         | Peter O'Fallon | William Blake Herron                               | 8 listopada 2015  |          |
| 3  | Back in Your Arms             | Peter O'Fallon | Robert Port                                        | 15 listopada 2015 |          |
| 4  | The Devil and John Case       | Felix Alcala   | Steven Kriozere, Mark A. Altman                    | 22 listopada 2015 |          |
| 5  | Truth, Lies, and Consequences | Kevin Bray     | Jesse Alexander                                    | 29 listopada 2015 |          |
| 6  | The Sacrifice                 | Ute Briesewitz | Samantha Stratton                                  | 6 grudnia 2015    |          |
| 7  | Long Walk Home                | Jeff Wadlow    | Robert Port                                        | 13 grudnia 2015   |          |
| 8  | Angels & Demons               | John Terlesky  | Steven Kriozere, Mark A. Altman, Anslem Richardson | 20 grudnia 2015   |          |
| 9  | Penultimatum                  | Rod Holcomb    | Jesse Alexander                                    | 27 grudnia 2015   |          |
| 10 | Fidelity                      | Peter O'Fallon | William Blake Herron                               | 27 grudnia 2015   |          |

## Produkcja
1 listopada 2014 roku, stacja TNT zamówiła 1 sezon serialu